# Johannes Brandsma

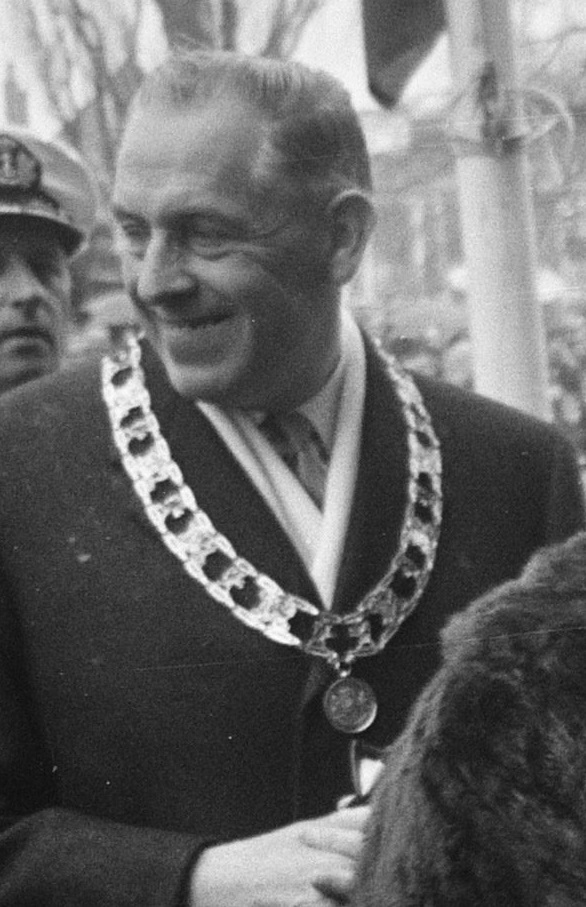
Burgemeester J.S. Brandsma (1970)

Johannes Sjoerd Brandsma (Finkum, 7 april 1918 – Leeuwarden, 25 augustus 2002) was een Nederlands bestuurder in de sector van de landbouwproducten. Ook was hij PvdA-politicus en burgemeester van Leeuwarden.
Hij ging in Huizum naar de mulo en werd daarna kalverschetser bij de Crisis Controle Dienst. Daarna was hij werkzaam bij het Bureau van de Provinciale Voedselcommissaris. Tijdens de Tweede Wereldoorlog werd hij tweede plaatsvervangend voedselcommissaris en directeur van het Provinciaal Aan- en Verkoopbureau van Akkerbouwproducten. Na de oorlog verhuisde hij naar Den Haag waar hij adjunct-directeur en later directeur werd van het Bedrijfschap voor Granen, Zaden en Peulvruchten. In 1956 werd dat het Produktschap Granen, Zaden en Peulvruchten, waar Brandsma directeur van de sector onverwerkte produkten was.
In maart 1967 werd Brandsma benoemd tot burgemeester van Leeuwarden. In mei 1983 ging hij met pensioen en in 2002 overleed hij op 84-jarige leeftijd. Postuum is naar hem in Leeuwarden de 'Johannes Brandsmaweg' vernoemd.